# Nation of Islam
Die Nation of Islam (NOI), auch bekannt als Black Muslims („Schwarze Moslems“), ist eine 1930 von Wallace Fard Muhammad gegründete religiös-politische Organisation von Afroamerikanern außerhalb der islamischen Orthodoxie. Schätzungen der Mitgliederzahl schwanken zwischen 10.000 und 50.000.
Der Name deutet auf die separatistischen Gründungsziele hin, unter anderem die Einrichtung eines abgetrennten Homelands in den Vereinigten Staaten. Bis in die 1970er Jahre vertrat die Organisation die Ideologie der Black Supremacy, die 1975 nach dem Tode von Elijah Muhammad von seinem Sohn Warith Deen Mohammed kurzzeitig aufgegeben wurde. Die ideologischen Differenzen führten zur Spaltung in die gemäßigte American Society of Muslims unter Mohammed und die fanatische „neue“ Nation of Islam, die die rassistische Tradition der Black Supremacy (schwarze Vorherrschaft) weiterführte. Seit 1977 ist Louis Farrakhan der Führer der Nation of Islam. Die Anti Defamation League identifizierte in der Bewegung auch antisemitische Standpunkte.

## Ideologie

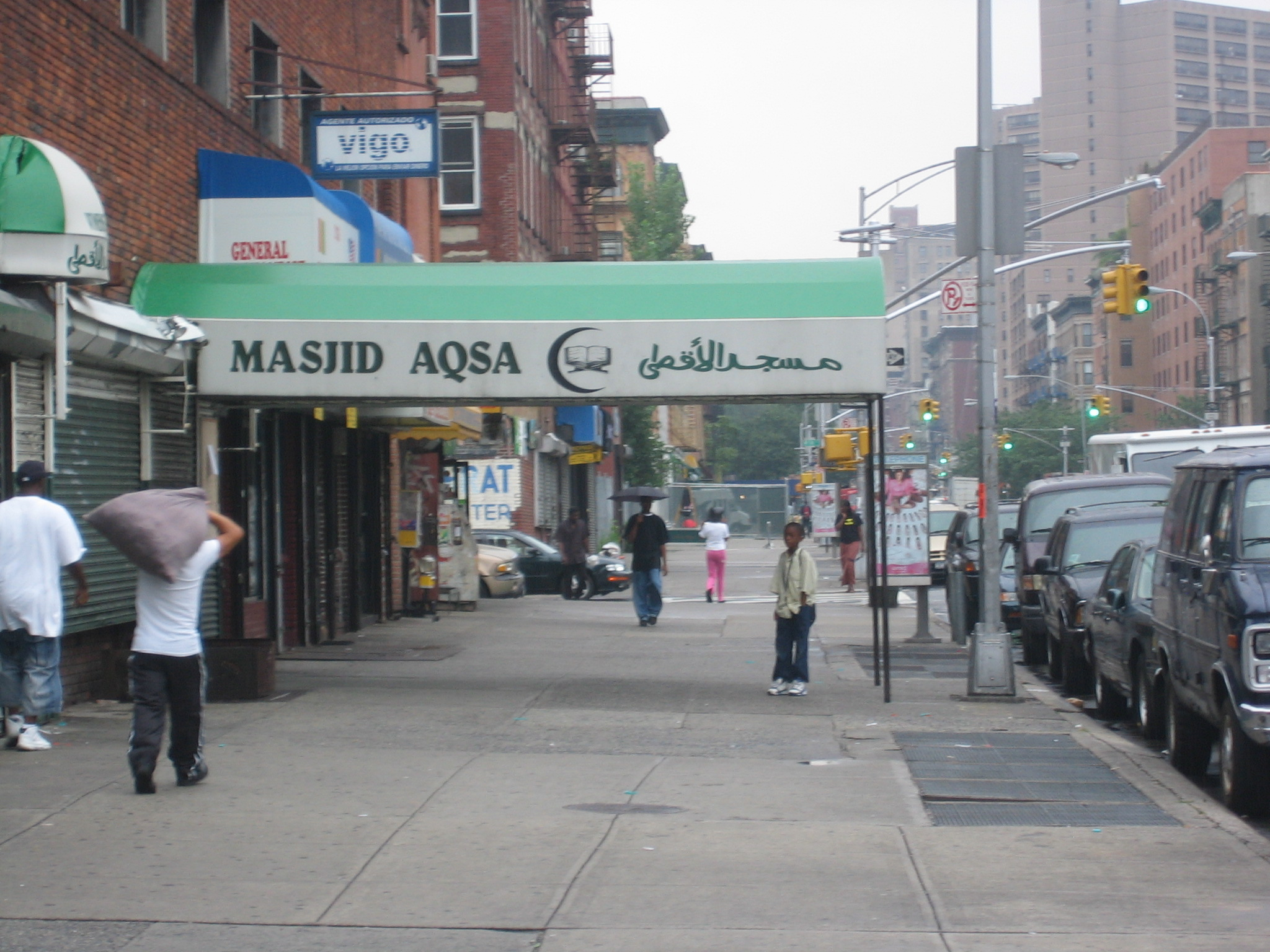
Masjed Aqsa in Harlem

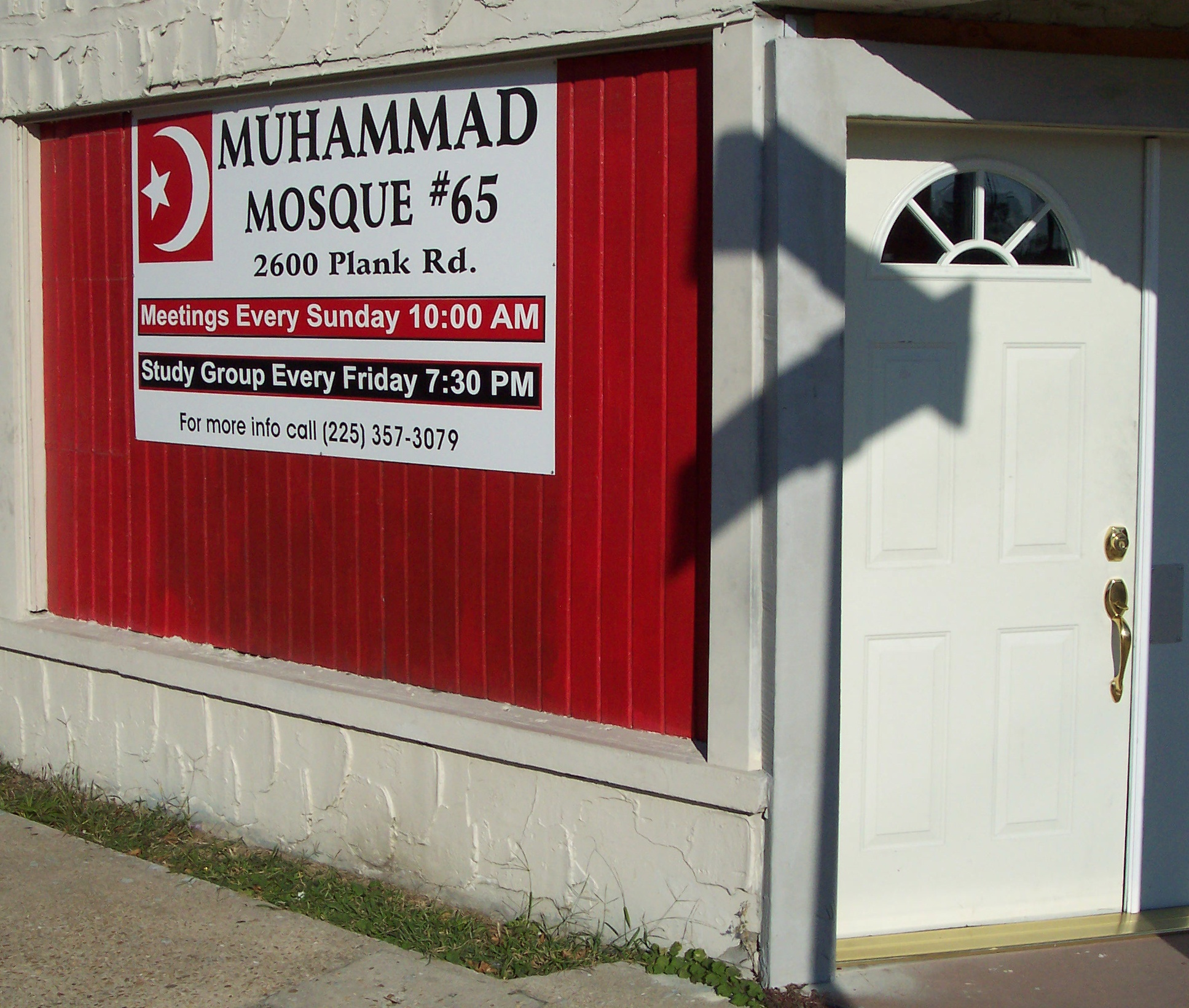
Muhammad Mosque #65 in Baton Rouge, Louisiana

Die Glaubenspraxis des Moorish Science Temple lag der Nation of Islam zwar zugrunde, jedoch gründete diese Organisation nicht auf einem Nationalstaatsgedanken. Auch wurden dort die Weißen nicht mit dem Teufel gleichgesetzt. Übernommen wurde jedoch die Verbindung aus „pseudo-islamischem“ Glauben und der Idee, die soziale Situation der afroamerikanischen Bevölkerung zu thematisieren und zu verbessern.
Nachdem 1975 W.D. Muhammad die Führung der „originalen“ Nation of Islam übernahm, führte er die Organisation zum orthodoxen Islam, was vielen nicht gefiel. Wer den Lehren Elijah Muhammads treu blieb, trat aus der Nation aus, einige unter ihnen gründeten eigenständige Organisationen und lehrten die Lehren des verstorbenen Führers Elijah Muhammad. Als erster tat dies Silis X oder Silis Muhammad, der seine Organisation the Lost Found Nation of Islam nannte. Wohl am bekanntesten ist aber Louis Farrakhan, einer der wichtigsten Prediger in der Nation zu Lebzeiten von Elijah Muhammad. Seine Organisation nennt sich the Nation of Islam. Die Organisationen lehren nicht dasselbe, es gibt Abweichungen, sowohl was Glaubensprinzipien als auch religiöse Praktiken betrifft. So wird z. B. die Yacub-Geschichte weiterhin von allen Organisationen gelehrt, und die Forderung nach einem eigenen Staat besteht noch immer, aber z. B. beim Gebet angeht sowie beim Glauben an Fard Muhammad gibt es gravierende Unterschiede. Die originale Nation of Islam existiert seit 1976 nicht mehr unter dem Namen, sie wurde öfters umbenannt. Heute ist sie als The American Society of Muslims bekannt. Elijah Muhammads Sohn W.D. Muhammad trat am 31. August 2003 als Führer zurück und verstarb am 9. September 2008.

### Weiße als Teufel
Die Entstehung der weißen Rasse wurde als Ergebnis von Jahrhunderte langer „Züchtung“ eines „bösen“ schwarzen Wissenschaftlers (Yacub) erklärt. Das Urvolk soll nach dieser Genese der Stamm von Shabazz sein, von dem die Afroamerikaner (und alle dunkelhäutigen Menschen) direkt abstammen. Yacub soll seine „Züchtung“ auf der durch die Offenbarung des Johannes bekannten griechischen Insel Patmos betrieben haben, wohin er mit 59.999 Gefolgsleuten von Mekka aus ging. Auf Patmos soll er nach und nach die braune, die rote, die gelbe und schlussendlich die weiße Rasse gezüchtet haben, die das absolut Böse und den Teufel repräsentiert (Adam und Eva sollen demnach die ersten Weißen gewesen sein) und in den Texten der Nation of Islam auch als „ausgebleichte Rasse“ bezeichnet wird. In der Folge soll es den Weißen gelungen sein, von der Insel, auf die sie verbannt waren, zu entfliehen. Sie unterwarfen und versklavten den Stamm von Shabazz (die Schwarzafrikaner), aber auch die „Braunen, Roten und Gelben“. Moses soll von Gott geschickt worden sein, um die Weißen zu zivilisieren, was ohne Erfolg geblieben sei.
Erst durch die Nation of Islam und Master Fard Muhammad als „Gott“ sei es möglich, die Schwarzen aus ihrer Unterdrückung zu befreien. Den gegenwärtige Zustand der Schwarzen betrachtet die NOI als Dschahannam und jenen der Weißen als Dschanna. Beide Orte sind in der Doktrin der Organisation nämlich keine jenseitigen Welten, da sie den Glauben an ein Leben nach dem Tod ablehnt. Am jüngsten Tag werde die weiße Vorherrschaft schließlich enden, wenn Fard auf dem Merkaba zurückkehre.

### Nationsidee

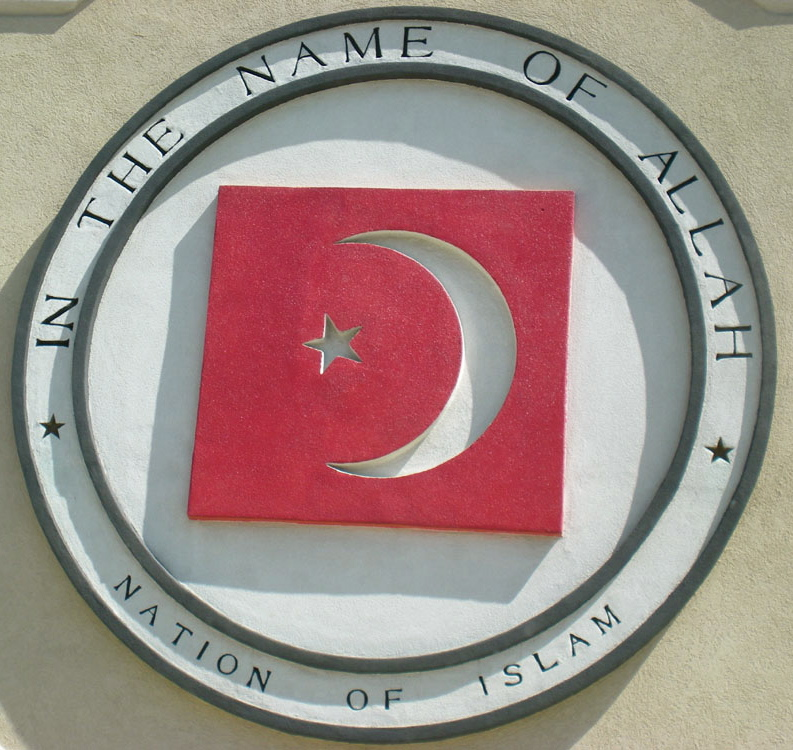

Aus dieser Sicht auf die weiße Rasse basierte auch die Forderung nach einem eigenen Staat für die Afroamerikaner im US-amerikanischen Staatsgebiet. Diese Idee fußt auf den Grundannahmen, dass die US-amerikanischen Schwarzen direkte Nachfahren des genannten Stammes von Shabazz wären bzw. deren eigentliche „Nationalität“ „Asiatic Black“ („asiatisch-schwarz“) sei. Der eigene Staat wird nicht bloß aus dieser Nationalitäts- bzw. Abstammungsidee begründet, sondern auch aus der Annahme, dass ein US-amerikanischer Schwarzer niemals dieselben Privilegien erhalten würde wie ein US-amerikanischer Weißer. Hinzu kommt die historische Tatsache, dass die US-amerikanischen Schwarzen vornehmlich nicht freiwillig, sondern als Sklaven in die USA gebracht wurden.
Aus diesem Grund der fehlenden „echten“ Identität, dem fehlenden Wissen über die eigentliche Vergangenheit und, als offensichtlichstes Zeichen, dem Fehlen des eigenen Nachnamens, wurde das „X“ als Ersatz für den „Sklavennamen“ (den Nachnamen, den Afrikaner von ihren Sklavenhaltern übernahmen) eingeführt.

### Muslim-Programm
Weitere Grundsätze und Forderungen wurden im so genannten „Muslim-Programm“ formuliert. In der angeführten Form entspricht dies dem „Muslim Program“ unter Elijah Muhammad (1897–1975; Führer der Nation of Islam von 1934 bis zu seinem Tod). Die Punkte sind im Namen „der Muslime“ formuliert, haben dennoch nur für Anhänger der Glaubenslehre der Nation of Islam eine gewisse Verbindlichkeit und stellen (bis heute) einen ideologischen Leitfaden der Nation of Islam dar.
Was Muslime wollen:
1. Wir fordern Freiheit, uneingeschränkte Freiheit.
2. Wir fordern eine gerechte Justiz unter der Hoheit des Rechts, unabhängig von Glaube, Klasse und Hautfarbe.
3. Wir fordern gleiche Möglichkeiten.
4. Wir fordern einen eigenen Staat innerhalb der USA für die Nachfahren von Sklaven.
5. Wir wollen Freiheit für alle „believers of Islam“ (Gläubige des Islam), die nun in Bundesgefängnissen sitzen
6. Wir fordern ein sofortiges Ende von Polizeibrutalität und gewalttätigen Übergriffen von Bürgern gegen „so called Negroes“ („die sogenannten Neger“) in den ganzen USA.
7. So lange wir nicht einen eigenen Staat errichten dürfen, fordern wir nicht nur eine gleiche, gerechte Justiz, sondern auch gleiche Chancen auf dem Arbeitsmarkt.
8. Wir fordern die Regierung dazu auf, unsere Leute von allen Steuerverpflichtungen zu entbinden, solange es keine gleiche, gerechte Judikative gibt.
9. Wir fordern gleiche Ausbildung – aber getrennte Schulen bis 16 für Jungen und bis 18 für Mädchen unter der Bedingung, dass Mädchen auf Frauen-Colleges und -Universitäten geschickt werden. Wir wollen, dass alle schwarzen Kinder von ihren eigenen Lehrern unterrichtet werden.

Was Muslime glauben:
1. Wir glauben an Gott, dessen wahrer Name Allah ist.
2. Wir glauben an den heiligen Koran und an die Schriften der Propheten.
3. Wir glauben an die Wahrhaftigkeit der Bibel, aber sie muss neu interpretiert werden, um die Menschheit vor den Falschheiten, die dazugedichtet wurden, zu bewahren.
4. Wir glauben an Allahs Propheten und die Schriften, die sie den Menschen gebracht haben.
5. Wir glauben an die Auferstehung der Toten – nicht in physischer Auferstehung, aber in geistiger. „We believe that the so-called Negroes are most in the need for mental resurrection. Therefore, they will be resurrected first.“ („Wir glauben, dass die sogenannten Neger die geistige Auferstehung am nötigsten haben. Darum werden wir zuerst auferweckt werden.“) Des Weiteren glauben wir, dass wir das von Gott erwählte Volk sind. (Äthiopismus)
6. Wir glauben an göttliche Rechtsprechung. Diese wird das erste Mal stattfinden, wenn sich Gott in den USA offenbart.
7. „We believe in justice for all, whether in God or not; we believe as others, that we are due equal justice as human beings.“ („Wir glauben an Gerechtigkeit für alle, ob in Gott oder nicht; wir glauben wie andere, dass uns gleiche Gerechtigkeit als Menschen zusteht.“) Wir glauben an Gleichheit – als eine Nation – von Gleichen. Wir glauben nicht, dass wir als „befreite Sklaven“ mit unseren Sklavenhaltern gleich sind. Wir respektieren amerikanische Bürger, erkennen sie als unabhängiges Volk an und respektieren deren Gesetze.
8. Wir glauben, dass das Angebot der Integration scheinheilig ist. Dass dieses Angebot von jenen formuliert wird, die versuchen, die Schwarzen zu täuschen und ihnen weiszumachen, ihre 400 Jahre alten Feinde von Freiheit, Recht und Gleichheit seien nun auf einmal ihre „Freunde“.
9. Wir glauben, dass wir, die wir uns als rechtschaffene Muslime ansehen, nicht an Kriegen teilnehmen sollen, wenn diese Menschenleben kosten.
10. Wir glauben, dass unsere Frauen respektiert und beschützt werden sollen, ebenso wie Frauen anderer Nationen.
11. Wir glauben, dass Allah (Gott) in Master W. Fard Muhammad im Juli 1930, als der lang erwartete Messias der Christen und der Mahdi der Muslime erschien.[8]

## Geschichte

### Moorish Science Temple (1913–1929)
Der „Moorish Science Temple“, die Vorgängerorganisation der „Nation of Islam“, wurde 1913 von Noble Drew Ali (Timothy Drew) in New Jersey ins Leben gerufen. Die Ideologie fußte nicht auf Panafrikanismus (d. h. im Unterschied zu Marcus Garvey, nicht auf der Emigration nach Afrika), sondern auf dem Kampf gegen soziale Ungerechtigkeit und rassistische Diskriminierung. Dieser Kampf beruht auf zwei zentralen Punkten: Das Wissen über die eigene „maurische“ Abstammung und die Abwendung vom Christentum bzw. Hinwendung zum Islam. Grundlage dafür war der Holy Koran of the Moorish Science Temple of America („Heiliger Koran des Moorish Science Temple of America“) bzw. Circle Seven Koran („Kreis-Sieben-Koran“), den Noble Drew Ali aus dem „Wassermann-Evangelium“ von Levi H. Dowling, einer Anleitung zur Lebensweise der Rosenkreuzer und einigen selbst verfassten Gedanken zusammengestellt hatte. Die Bewegung hatte zum Zeitpunkt des Todes Noble Drew Alis im Jahr 1929 etwa 30.000 Mitglieder in zehn Städten ausgehend von Chicago und spaltete sich nach seinem Ableben. Einige sahen Edward Mealy El (1870–1935) als den rechtmäßigen Nachfolger an, andere Drew Alis Fahrer John Givens El oder Fard Muhammad („Nation of Islam“).

### Fard Muhammad (1929–1934)
Der Name „Nation of Islam“ wurde von Wallace Fard Muhammad (1877–1934) eingeführt. Er ist unter vielen Alternativnamen bekannt, darunter W.D. Fard, David Ford-el, Wali Farad, Farrad Mohammed und F. Mohammed Ali. Innerhalb der Nation of Islam wird er allgemein „Master Fard Muhammad“ genannt.
Der Soziologe Erdmann Doane Beynon veröffentlichte 1938 in der Zeitschrift American Journal of Sociology einen Bericht über Interviews mit etwa 200 Familien im Bundesstaat Michigan. Daraus ergibt sich, dass Fard von 1930 bis 1934 in Detroit schwarze Familien besuchte, die im Zuge der Great Migration aus den Südstaaten nach Detroit gezogen waren. Als Hausierer verkaufte er zunächst Seidenstoffe und erzählte seinen Zuhörern, dass die Seide aus ihrer Heimat stammte. Auf seinen Vorschlag hin erteilte er seinen Kunden Religionsunterricht, zunächst mit der Bibel als Grundlage, wobei er seine Zuhörerschaft schockierte, als er die Weißen zunehmend in ein schlechtes Licht stellte. Mit Hilfe von Geldsammlungen konnte ein Saal gemietet und als Tempel benutzt werden, der den Namen Temple No. 1 erhielt. An dieser Stätte verwendete nun Fard den Koran als abschließend gültige Grundlage für seine schriftlich formulierten Ausführungen, die von seinen Anhängern Wort für Wort auswendig gelernt wurden.
Die Grundlage von Fards Lehre wurde von Beynon wie folgt beschrieben:

„Die schwarzen Männer in Nordamerika sind keine Neger, sondern gehören dem verlorenen Stamm der Shabazz an, der vor 379 Jahren von Händlern aus der Heiligen Stadt Mekka gestohlen wurde. Der Prophet kam nach Amerika, um seine seit langem verlorenen Brüder zu finden und ins Leben zurückzubringen, denen die Kaukasier ihre Sprache, ihre Nation und ihre Religion weggenommen hatten. Hier in Amerika konnten sie sich nicht selbst leben. Sie müssen lernen, dass sie die ursprünglichen, edelsten Menschen der Erde sind. Die Kaukasier sind die Farbigen, da sie ihre ursprüngliche Farbe verloren haben. Die ursprünglichen Menschen müssen ihre Religion wiedergewinnen, dies ist der Islam, ihre Sprache, dies ist Arabisch, und ihre Kultur, dies ist Astronomie und höhere Mathematik, insbesondere Infinitesimalrechnung. Sie müssen Allahs Gesetz beachten und jegliches Fleisch von ‚Gifttieren‘ vermeiden: Schweine, Enten, Gänse, Opossums und Katzenfisch. Sie müssen den Gebrauch von Stimulanzien, insbesondere von Spirituosen, völlig aufgeben. Sie müssen sich selbst reinigen – sowohl ihre Körper als auch ihre Häuser. Wenn sie auf diese Weise Allah gehorchen, wird er sie ins Paradies zurückführen, aus dem sie geraubt wurden – der Heiligen Stadt Mekka.“

Zu Spannungen zwischen der neuen Religionsgemeinschaft und der Polizei kam es, als sich Eltern weigerten, ihre Kinder in öffentliche Schulen zu schicken. 1932 wurde einigen Gruppenmitgliedern vorgeworfen, im Zuge von Teufelsaustreibungen an Menschenopfern mitgewirkt zu haben.
1934 verschwand Fard Muhammad auf mysteriöse Weise. Um das Verschwinden ranken sich Gerüchte. So lautet die offizielle Version der Nation of Islam, dass er in Richtung Mekka verschwunden sei, jedoch gibt es auch die Behauptungen, dass es sich um eine Flucht vor dem FBI gehandelt hätte und dass er bis vor kurzem noch in den USA gelebt habe. Stimmen über den Geburtsort, dessen Eltern usw. gehen weit auseinander (so wird unter anderem behauptet, er hätte eine jüdische Mutter gehabt, stamme nicht aus Mekka, sondern sei pakistanischer oder neuseeländischer Abstammung).

### Elijah Muhammad (1934–1975)

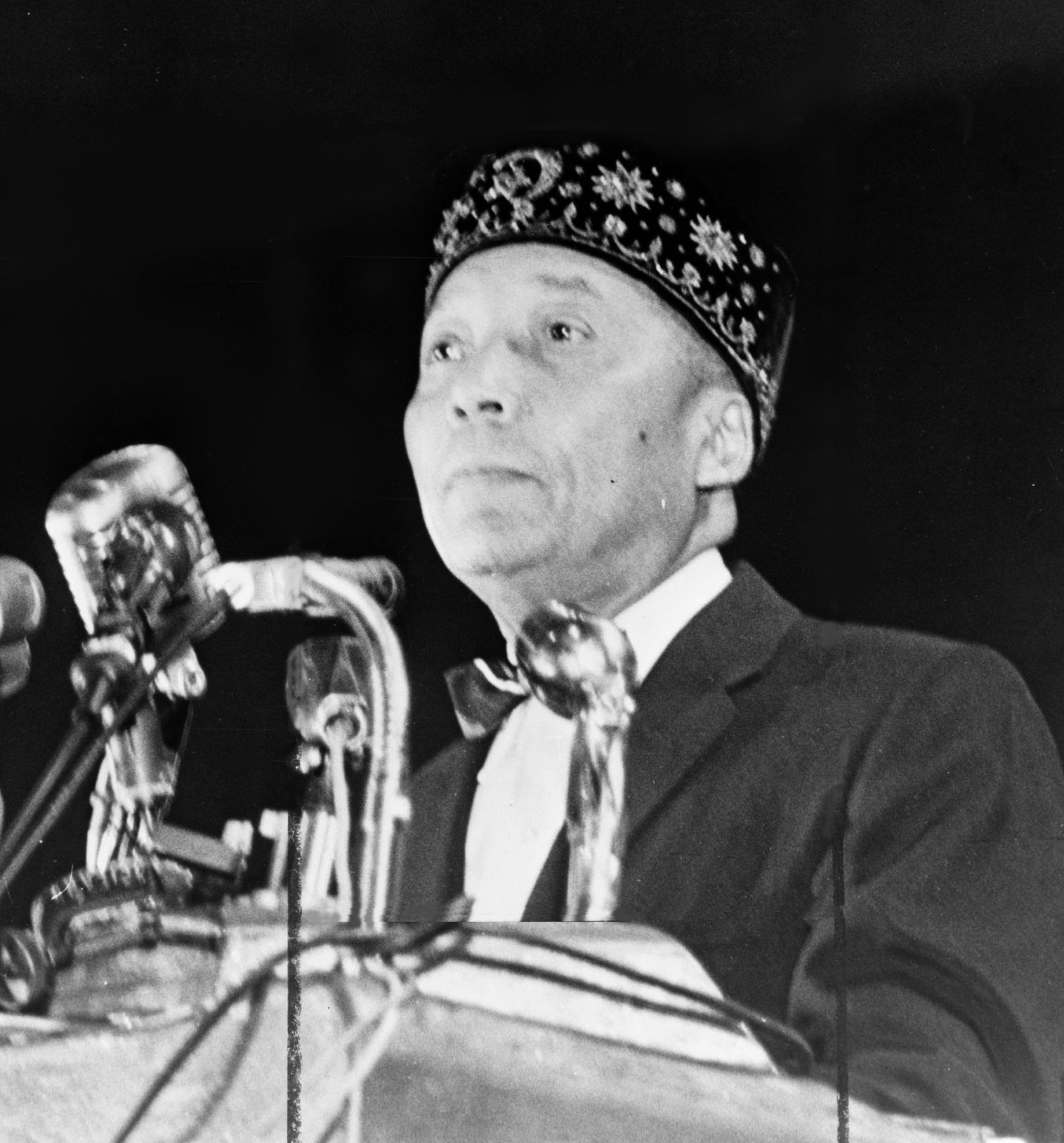
Elijah Muhammad

Nach Fards mysteriösem Verschwinden gab es gewaltsame Kämpfe über seine Nachfolge, aus denen Elijah Muhammad erfolgreich hervorging. Er übernahm die Kontrolle der Organisation und baute sie in den 1940er und 1950er Jahren aus. Während des Zweiten Weltkrieges hatte die Nation of Islam allerdings mit einigen Problemen zu kämpfen. So wurden Elijah Muhammad und Mitglieder seiner Familie verhaftet, da sie den Kriegsdienst verweigerten. Während dieser Zeit wurde die Nation of Islam von Clara Muhammad (Elijah Muhammads Frau) weitergeführt.
Unter Elijah Muhammad wurden diverse Teilorganisationen („University of Islam“ und „Fruit of Islam“) sowie ein Wirtschaftsprogramm eingeführt. Es gab damals allerdings nur vier Tempel (Chicago, Detroit, Washington D.C. und in Milwaukee), was sich in den 1950ern rigoros änderte vor allem durch die Öffentlichkeit, die durch Malcolm X, der 1952 nach seiner Zeit im Gefängnis der Nation beitrat, geschaffen wurde. Die fünfteilige Fernsehserie The Hate That Hate Produced von Mike Wallace machte die NOI zum ersten Mal einer weiteren amerikanischen Öffentlichkeit bekannt.
1964 machte der Boxer Muhammad Ali seine Mitgliedschaft in der Nation of Islam bekannt, kurz nachdem er zum ersten Mal den Weltmeistertitel im Schwergewicht gewann. Er änderte daraufhin seinen Namen von Cassius Clay in Muhammad Ali.
Zwischen 1950 und 1970 erreichte die Nation of Islam ihre erste tatsächliche Relevanz, als eine große afroamerikanische meinungsbildende Organisation. Während dieser Zeit wurden in den ganzen USA neue Tempel eröffnet, wodurch die Zahl der Mitglieder (bei variierender Schätzung) von Ende der 50er von 70.000 bzw. 250.000 auf (laut Angaben der Organisation) eine Million in den 1970er Jahren stieg. Etwa ein Viertel davon hätte aktiv mitgearbeitet.

#### Malcolms Bruch mit der Nation of Islam

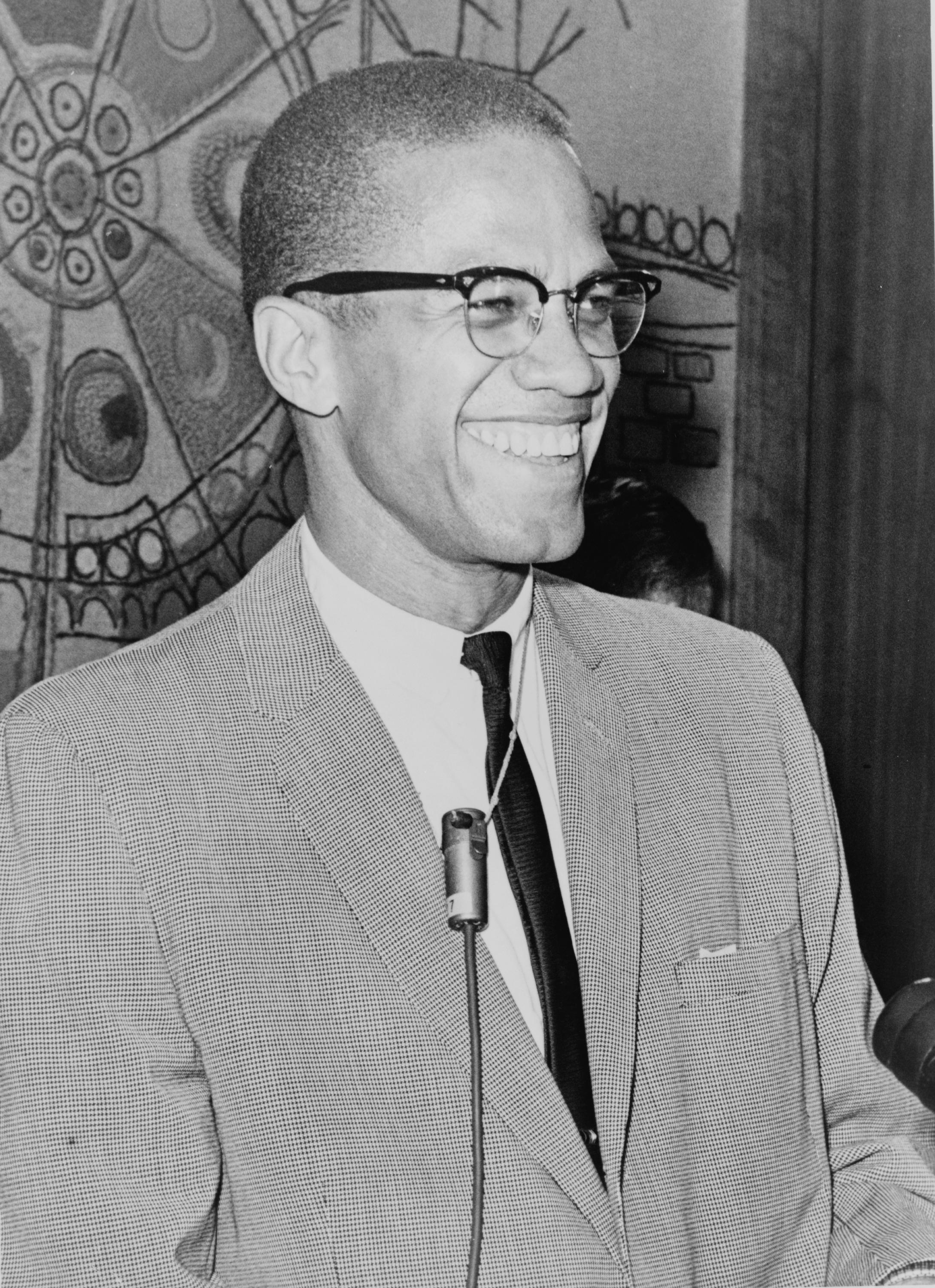
Malcolm X

In den 1960ern entwickelte sich ein Konflikt zwischen Malcolm X und anderen Mitgliedern der Nation of Islam einerseits und ihrem ideologischen Führer Elijah Muhammad andererseits. Malcolm X wurde unterstellt, einen Machtwechsel zu forcieren und sich an die Spitze der Nation of Islam setzen zu wollen. Er versuchte daraufhin, öffentliche Auftritte eher zu vermeiden bzw. er bat Journalisten, die über die Nation of Islam schrieben, nicht sein Bild zu verwenden, sondern das von Elijah Muhammad. Öffentliche Anschuldigungen gegen Elijah Muhammad gab es wegen angeblicher sexueller Übergriffe auf Sekretärinnen und unehelicher Kinder. Zum endgültigen Bruch kam es, als Malcolms Stellungnahme über die Ermordung John F. Kennedys (am 22. November 1963) teilweise veröffentlicht wurde. Er wurde mit “a case of ‘chicken coming home to roost’” (frei übersetzt: man erntet, was man sät) zitiert, ohne den Nachsatz zu publizieren, in dem er den Mord mit denen an Patrice Lumumba, Medgar Evers und Ngô Đình Nhu verglich.
Daraufhin wurden ihm öffentliche Auftritte untersagt, und er musste von dem New Yorker Tempel No. 7 zurücktreten. Er gab seinen Austritt aus der Nation of Islam am 8. März 1964 bekannt und gründete die Organisation „Muslim Mosque, Inc“.
Ob hinter dem Mord an Malcolm X am 21. Februar 1965 im Audubon Ballroom tatsächlich, wie zunächst angenommen, die Nation of Islam oder doch eine Regierungsbehörde steht, ist bis heute nicht geklärt. Der Anwalt eines der gefassten Attentäter bezeichnete das FBI und die New Yorker Polizei als Drahtzieher des Mordes. Nach Malcolm X’ Ermordung überfielen seine Anhänger Tempel und andere Einrichtungen der Nation of Islam.

#### Letzte Jahre unter Elijah Muhammad
Die nächste Dekade zeichnete sich vor allem durch zwei Aspekte aus: Zum einen wurden Tempel in Bermuda, Jamaika, auf den Jungferninseln, in Ghana, Großbritannien, Trinidad und in Zentralamerika eröffnet. Zum anderen konnte die Organisation insgesamt 150.000 Acre Ackerland in verschiedenen Bundesstaaten, große Agrar- und Viehzuchtbetriebe, Kühl- und Warenhäuser, Lastwagenfuhrparks, Flugzeuge, die Guaranty Bank und Trust Company, Apartmentanlagen und mehrere Großhandelsfirmen erwerben. Das Wirtschaftssystem der NOI wurde durch verpflichtende Mitgliederspenden, Gewinne kleiner Unternehmen sowie ab den 1970er Jahren internationalen Investitionen aus Libyen finanziert. Auch viele NOI-Frauen gründeten eigene Unternehmen, wobei sie von der Organisation Unterstützung erhielten.
Organisationsintern zeichnet sich diese Zeit durch die Nachfolgediskussion um den gesundheitlich angeschlagenen Elijah Muhammad aus. Wallace Muhammad, der Sohn, der die Nachfolge (laut einer Prophezeiung von Fard Muhammad) antreten sollte, gehörte der Gruppe um Malcolm X an, die Elijah Muhammad hinsichtlich seiner Sexaffäre und seiner Auslegung des Islam schwer in Bedrängnis brachte. Wallace Muhammad wurde zunächst exkommuniziert, dann wieder aufgenommen, jedoch mit einem Redeverbot belegt. 1974 wurde das Redeverbot aufgehoben und er selbst einem Tempel zugeteilt, in dem er predigen sollte. Nachdem Elijah Muhammad den Mitschnitt einer Predigt seines Sohnes gehört hatte, soll er über dessen Wandel – seinen Wechsel zurück zur Nation of Islam – und dessen Loyalität überzeugt gewesen sein. Somit war die Nachfolge nach dem Willen von Elijah Muhammad gesichert. Der langjährige Führer der Nation starb am 25. Februar 1975.
Bis zu seinem Tod soll die Nation of Islam 75 Tempel in ganz Amerika eröffnet haben.

### World Community of Al-Islam in the West
Unter der Führung von W. D. Mohammed wurde die Ideologie der Organisation tiefgreifend verändert. Die rassistische Genese wurde insofern umgedeutet, als Yacub zwar „das Böse“ in die Welt gebracht habe, aber dieses nicht nur an weiße Hautfarbe gebunden sei; die Glaubenspraxis wurde mehr dem sunnitischen Islam zugewandt und die Forderung nach einem eigenen Staatsgebiet aufgegeben – die Mitglieder wurden sogar angehalten, sich an Wahlen zu beteiligen, darüber hinaus wurde die „Nationalität“ – um eine Brücke zum orthodoxen Islam zu schlagen – in „Bilalians“ umgeändert. Fard Muhammad wurde nicht länger als Inkarnation Gottes, sondern nur mehr als „wise man“ angesehen, und Malcolm X wurde nicht länger als abtrünnig geächtet. Die Moscheen wurden „orientalisiert“, d. h. es wurden die antichristlichen und antiamerikanischen Slogans, die an den Moscheen angebracht waren, durch arabische Ornamente und Schriftzüge ersetzt und die fünf Säulen des Islam zu einem zentralen Glaubensinhalt. Die untergeordnete Stellung der Frauen wurde aufgehoben, und Mädchen erhielten das Recht auf die gleiche Ausbildung wie Jungen. Im wirtschaftlichen Bereich wurden die Unternehmungen der vormaligen Nation of Islam von der religiösen Arbeit getrennt (d. h. es wurden z. B. Farmen auch an Nichtmuslime verpachtet). Wallace Muhammad trat bald nach der Gründung als religiöser Führer zurück und agierte als „ambassador at large“. Die Führung übernahm daraufhin eine Gruppe aus sechs Imamen, die in sechs Gebieten von den Gläubigen gewählt wurden.
Mit diesen radikalen Veränderungen waren nicht alle einverstanden, und es bildete sich eine Gruppe um Louis Farrakhan, dem Sprecher der Nation of Islam bzw. der WCIW, die dem Weg, den Elijah Muhammad eingeschlagen hatte, folgen wollte und die „Orientalisierung“ der Organisation als Abkehr vom eigentlichen Ziel der früheren Nation of Islam sah. Im Dezember 1977 gab er seinen Austritt aus der WCIW bekannt und bildete eine „neue“ Nation of Islam auf der Doktrin von Elijah Muhammad, den „alten“ Dogmen.

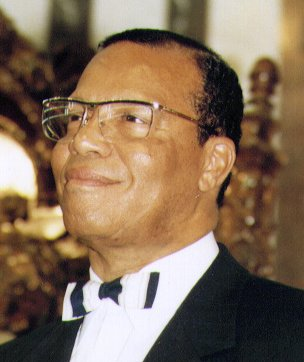
Louis Farrakhan

### Louis Farrakhan (seit 1977)
Louis Farrakhan führte die Ideologie der Organisation wieder auf ihren politischen, schwarz-nationalistischen Kern zurück. Anstatt der religiösen Bewegung mit Gewicht auf einer entsprechenden Lehre einer amerikanischen Version des sunnitischen Islams zu folgen, wollte er den traditionellen politisch-propagandistischen Kampf der Nation of Islam weiterführen. Die Rückkehr zu den Grundsätzen von Elijah Muhammad wurde anhand von sieben Punkten in einem Artikel der New York Amsterdam News aus dem Jahr 1978 erklärt.
- Der Verlust einiger Errungenschaften von Schwarzenführern der Vergangenheit.
- Die Veränderung Amerikas „from benign neglect to a malignant neglect“[24] hinsichtlich der tatsächlichen Probleme von amerikanischen Schwarzen (Arbeitsplätze, Polizeiübergriffe, Sozialleistungen, Wohnungssituation etc.)
- Das Aufkommen von faschistischen Ideen innerhalb der weißen Gesellschaft (Nazis, Ku Klux Klan etc.)
- Der Mangel an öffentlichen und privaten Wirtschaftsinitiativen.
- Der moralische Verfall innerhalb der schwarzen Gesellschaft (Prostitution, Drogen etc.)
- Die Gewalt (Überfälle, Mord etc.) gegen Alte und die Respektlosigkeit gegenüber Frauen.
- Der Verlust von moralischer Stärke unter den schwarzen Muslimen bzw. der Mangel an Disziplin.[25]

Der afroamerikanische Wissenschaftler und Autor Clifton E. Marsh schreibt dazu in seinem Buch The Lost-Found Nation of Islam in America:

“The American Muslim Mission, formerly WCIW, does not represent the ideas of the Hornorable [sic] Elijah Muhammad or the founding fathers of this race conscious ideology. Minister Louis Farrakhan, however, continues a legacy of African nationalist thought, which calls for black Americans to ‘rise up you mighty race’.”

In den 1980er Jahren machte die Nation of Islam (abgesehen vom ideologisch-religiösen Disput mit der American Muslim Mission) vor allem durch die Unterstützung des christlichen schwarzen Predigers Jesse Jackson bei dessen Bewerbung als Präsidentschaftskandidat für die Demokraten im Jahr 1984 Schlagzeilen.
Jesse Jackson versuchte sich nach der öffentlichen Kritik an den Aussagen Farrakhans, im Laufe seines Wahlkampfes von Louis Farrakhan zu distanzieren – ohne sich tatsächlich von seinem Unterstützer zu trennen. Er verlor die primary elections (Vorwahlen) und wurde nur Dritter.
Bei den Vorwahlen zu den Präsidentschaftswahlen 2008 war keine klare Position der Nation of Islam erkennbar, jedoch soll es Tendenzen zu Barack Obama gegeben haben. So wurde Obama ein relativ großer Platz in der Zeitung der Organisation Final Call eingeräumt.
Im Jahr 2010 erklärte Farrakhan, dass die Nation of Islam die Methoden der Dianetik von L. Ron Hubbard empfehle. Er übte Druck auf seine Glaubensbrüder und -schwestern aus, sich Auditing-Gesprächen und dem damit verbundenen Training zu unterziehen.
Im November 2018 besuchte Louis Farrakhan die Islamische Republik Iran, wo er von Hassan Rohani und anderen hochrangigen Politikern empfangen wurde. Farrakhan bezeichnete dabei die US-Sanktionen gegen Iran laut einer Meldung der regimetreuen Tehran Times als „großen Fehler“.

## Rezeption
Die Nation of Islam wird von Kritikern als rassistisch eingestuft, unter anderem wegen der Sicht auf Weiße.
Zunehmende Integration durch Aufstieg von Mitgliedern in die Mittelklasse und an calvinistischen Geist erinnernde Schaffenskraft haben Black Muslims manches von ihrer ursprünglichen Radikalität genommen. Schätzungen der Mitgliederzahl schwanken zwischen 20.000 und 50.000.
Laut einer Meldung der Anti Defamation League aus dem Jahr 2010 vertrat die Bewegung bis dahin antisemitische Standpunkte.

## Forschung
Die Mitgliederschaft der Nation of Islam wurde bisher nur selten von Sozialwissenschaften untersucht. Ula Yvette Taylor stellte in einer qualitativen Analyse fest, dass die an Frauen ergehende Aufforderung der NOI, sich einen männlichen Beschützer zu suchen, statt arbeiten zu gehen, bei vielen ungebildeten Schwarzen Frauen einen Emanzipationsprozess förderte. Frauen, die ihre Männer seit den 1930er Jahren im politischen Kampf unterstützten, weigerten sich, als ungelernte Arbeiterinnen den ganzen Tag außer Haus zu verbringen, wo sie der Ausbeutung schutzlos ausgesetzt gewesen wären, sondern blieben zu Hause, unterrichteten ihre Kinder und befreiten sich aus der Armutsfalle. Die NOI habe so dazu beigetragen, ihr Selbstbewusstsein als Schwarze zu erhalten oder wiederzugewinnen. Es handle sich um eine sozioökonomische Bewegung mit einer stark religiös-patriarchalischen Komponente, die dennoch die Widerstandskraft der Frauen gestärkt habe.